# Condado de Caldwell (Carolina do Norte)
O Condado de Caldwell é um dos 100 condados do estado americano da Carolina do Norte. A sede do condado é Lenoir, e sua maior cidade é Lenoir. O condado possui uma área de 1 228 km² (dos quais 7 km² estão cobertos por água), uma população de 77 415 habitantes, e uma densidade populacional de 63 hab/km² (segundo o censo nacional de 2000). O condado foi fundado em 1841.